# Кузополье
Кузополье — деревня в Холмогорском районе Архангельской области.

## География
Находится в центральной части Архангельской области на расстоянии приблизительно 7 км на запад-северо-запад по прямой от районного центра села Холмогоры на левом берегу реки Курья.

## История
В 1859 году здесь (тогда деревня Холмогорского уезда Архангельской губернии) было учтено 2 двора (в самой деревне) и отдельно 29 в Елизарьевской, 1 двор в Санинской и 9 в Селовской (эти деревни включались в Кузополье), в 1905 — 52. До 2022 года входила в Холмогорское сельское поселение до его упразднения.

## Население
Численность населения: 19 человека в самой деревне и дополнительно 169 в Елизарьевской, 5 в Санинской и 44 в Селовской (1859 год), 346 (1905), 25 (русские 100 %) в 2002 году, 19 в 2010.